# Louis Blériot
Louis Blériot (1. juli 1872 – 2. august 1936) var en fransk pilot, der den 25. juli 1909 som den første krydsede den Engelske Kanal i et fly tungere end luften. Avisen Daily Mail havde udsat en pris på 1.000 pund. Turen blev gennemført på 37 minutter i en Blériot XI, et monoplan med en motor på 28 HK.